# Szkoła Podstawowa nr 1 im. Adama Mickiewicza w Kłodzku

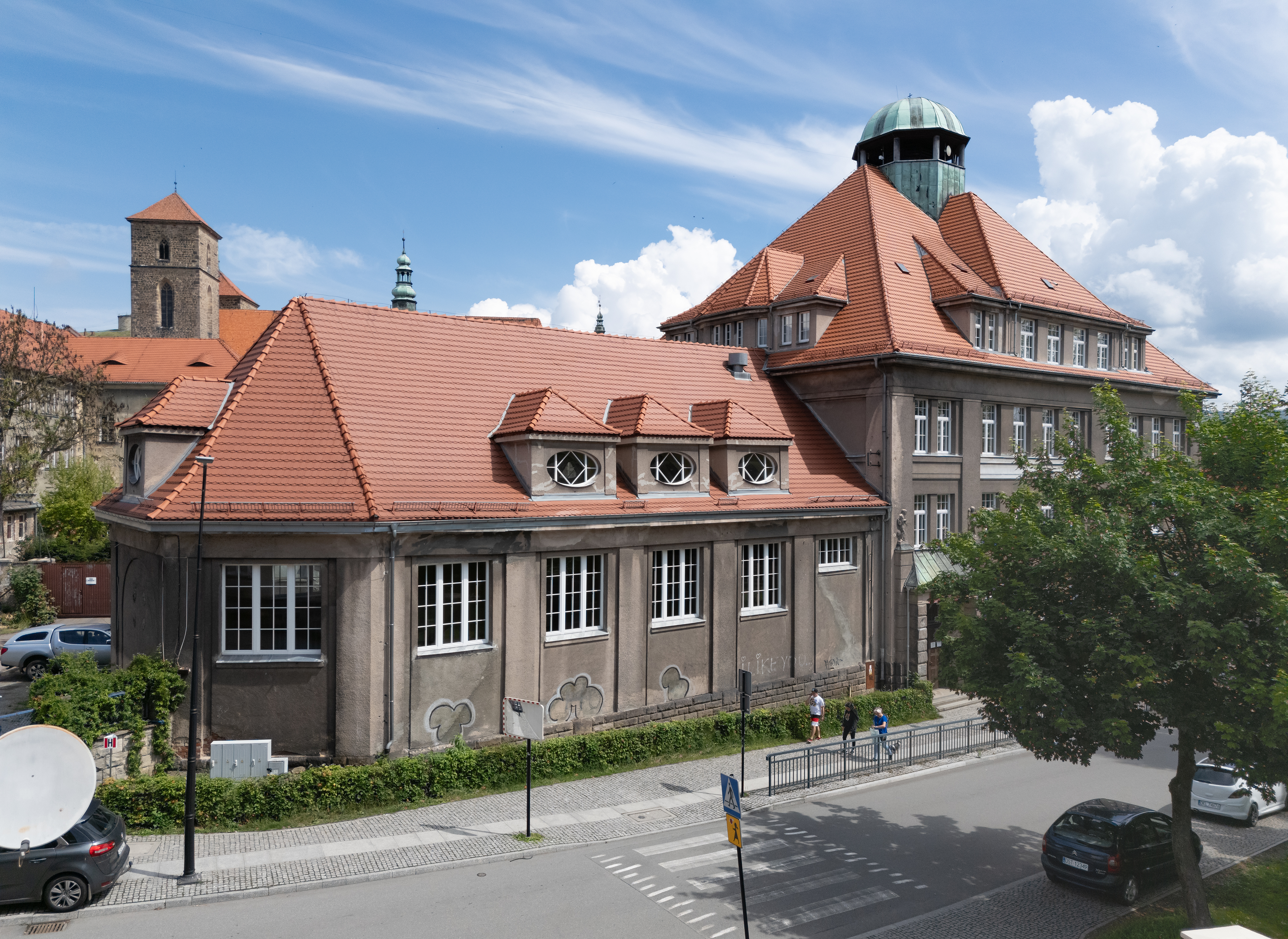
Zachodnie skrzydło budynku

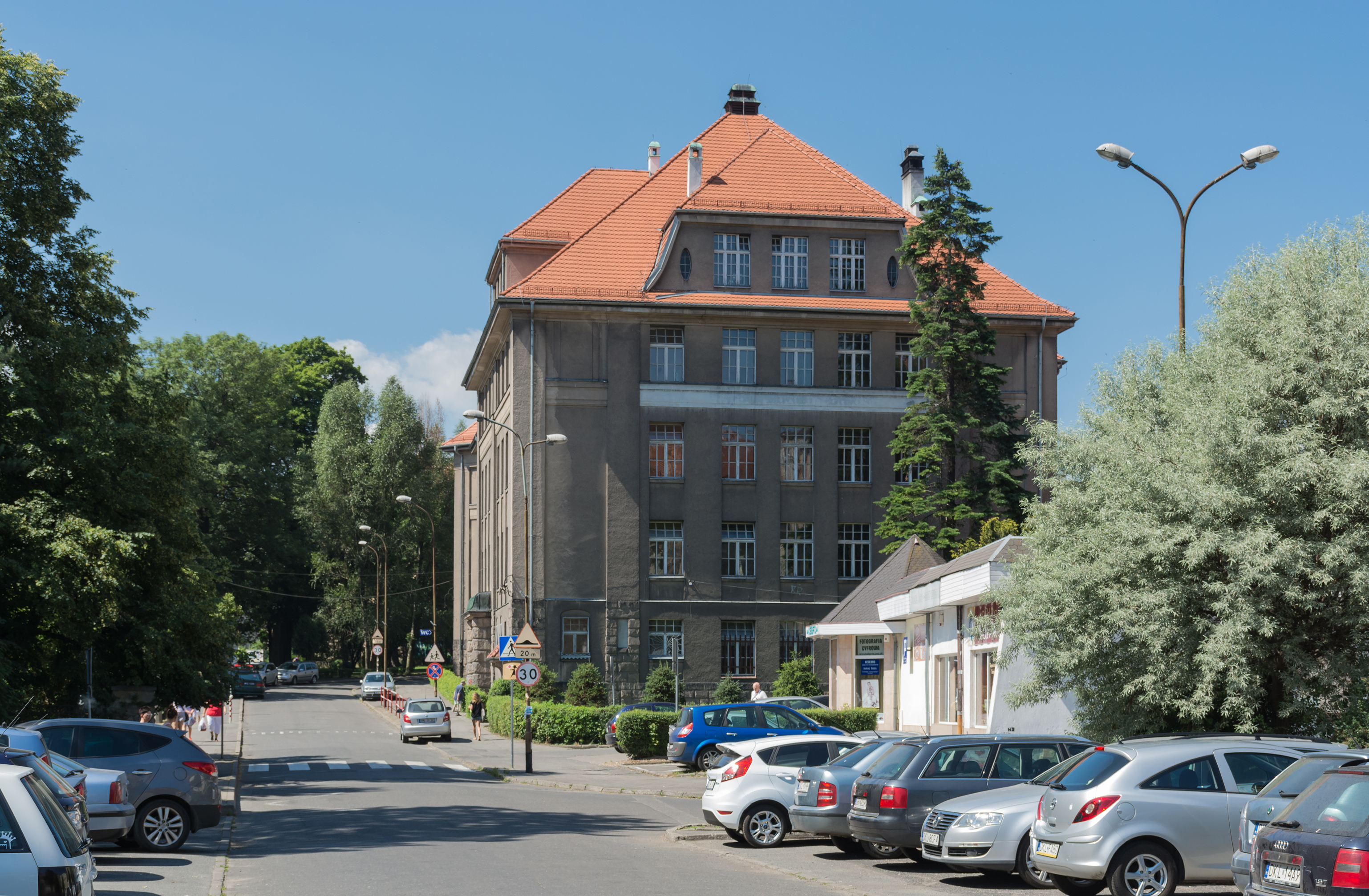
Widok od północnego wschodu

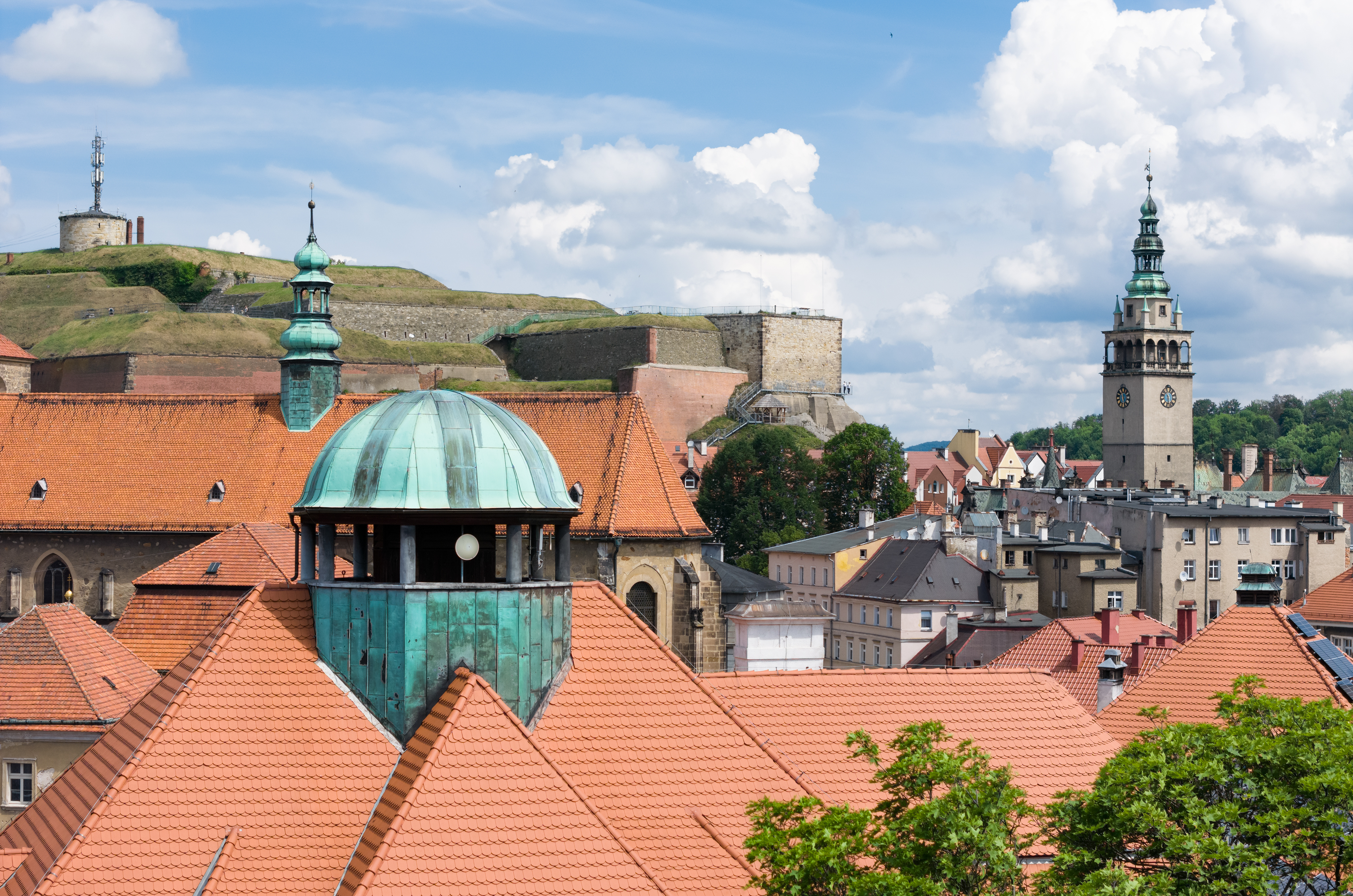
Kopuła na dachu szkoły

Szkoła Podstawowa nr 1 im. Adama Mickiewicza w Kłodzku – szkoła w Kłodzku, znajdująca się przy ul. Zawiszy Czarnego 3–5. W roku szkolnym 2008/2009 w szkole kształciło się 584 uczniów w 21 oddziałach.

## Budynek szkoły
Gmach szkoły wzniesiony został na terenie wyburzonych w 1910 r. pruskich koszar. Autorem gmachu zaprojektowanego w stylu wilhelmińskim był niemiecki architekt Restle. Szkołę wybudowano w latach 1912–1914. Na realizację tego celu władze miasta zaciągnęły pożyczkę 460 tys. marek z kasy prowincji śląskiej. 12 stycznia 1915 r. nastąpiło poświęcenie i oddanie do użytku szkoły, której nadano imię ówczesnego burmistrza miasta Kłodzka Franza Ludwiga. Na parterze znajdowało się 20 natrysków, 2 czytelnie, pomieszczenia do zajęć technicznych oraz jadalnia na 90 miejsc. Na piętrach znajdowało się 28. pomieszczeń klasowych, pokoje dyrekcji i nauczycieli. Zajęcia sportowe odbywały się na sali gimnastycznej o powierzchni 300 m² oraz boisku szkolnym (pow. 600 m²).

## Historia szkoły

### Szkoła im. Franza Ludwiga (1915–1945)
Historia szkoły sięga dużo dalej niż 1999 r. Jako pierwsze miały tu swoją siedzibę szkoły niemieckie. W budynku tym podczas I wojny światowej oraz w okresie dwudziestolecia międzywojennego mieściły się trzy placówki. Jako pierwsza swoją działalność zainaugurowała:
- Miejska Szkoła Średnia dla chłopców – na jesień 1919 r. otrzymała uprawnienia państwowe, liczyła 234 uczniów. W 1922 r. otrzymała własnego rektora. Mimo nabycia uprawnień szkół publicznych była szkoła prowadzoną przez miasto. Czesne za naukę wynosiło 96 marek dla miejscowych i 120 marek dla zamiejscowych. W 1943 r. uczniowie końcowej klasy zostali wcieleni do służby w lotnictwie jako pomocnicy. Rok później do służby wojskowej powołano jej rektora Petera Paula Pabscha.
- Katolicka Szkoła Powszechna – liczyła 14 klas, z czego 7 stanowiły klasy dla dziewcząt i 7 dla chłopców. Lekcje odbywały się na niższych kondygnacjach budynku, ponieważ wyższe zajmowała Miejska Szkoła Średnia dla chłopców.
- Miejska Szkoła Średnia dla dziewcząt – powstała najpóźniej, bo dopiero w 1939 r. Większość zajęć odbywała się w ewangelickim ratuszu. Lekcje pisania na maszynie odbywały się w pomieszczeniach szkoły im. Franza Ludwiga. Uczono tutaj także gotowania w szkolnej kuchni. Główny akcent kładziono na przedmioty związane z prowadzeniem gospodarstwa domowego, co związane było z przygotowaniem dziewczynek do przyszłych ról w małżeństwie.

17 czerwca 1945 r. po klęsce III Rzeszy i przyłączenia ziemi kłodzkiej do Polski szkołę im. F. Ludwiga zamknięto.

### Szkoła Podstawowa nr 1
1 września 1945 r. jako pierwsza szkoła w Kłodzku w tym budynku rozpoczęła działalność Publiczna Szkoła Podstawowa nr 1. Jej kierownikiem został Józef Rymarczuk. Szkoła liczyła 289 uczniów. W następnym roku liczyła już 483 uczniów. W roku szkolnym 1946/47 postanowiono wydzielić z niej Szkołę Powszechną nr 5. Obie szkoły funkcjonujące w jednym gmachu oddzielono przegrodą.
Szkoła Podstawowa nr 1 od 1947 r. posiadała elektryczne oświetlenie, centralne ogrzewanie i kanalizację. Po raz pierwszy rozpoczęły swoją działalność koła zainteresowań. Powołano Komitet Rodzicielski. Niestety pojawiały się problemy np. z opałem, przez co m.in. naukę w szkole przerwano na 30 dni. 26 listopada 1955 r. szkole nadano imię Adama Mickiewicza. W 1969 r. Komitet Rodzicielski ufundował sztandar szkolny. W 1976 r. zlikwidowano prowizoryczne ścianki i dokonano połączenia Szkoły Podstawowej nr 1 ze Szkołą Podstawową nr 5.
Dyrektorem nowej – Szkoły Podstawowej nr 1 została mgr Wanda Frej, która sprawowała tę funkcję do 1990 r. Za jej kadencji szkoła obchodziła 40-lecie istnienia w 1985 r. Z tej okazji odsłonięto popiersie Mickiewicza. W następnych latach placówka przeżywa ogromne trudności lokalowe związane z wyżem demograficznym i zwiększającą się liczbą uczniów. W roku szkolnym 1986/87 szkoła liczyła 1444 uczniów, a w następnym aż 1500 uczniów. Zajęcia odbywają się na dwie zmiany i kończyły się o godzinie 16.40. Wobec tego władze oświatowe podjęły decyzję o podziale szkoły w 1990 r. i wydzieleniu z niej Szkoły Podstawowej nr 5, którą ulokowano w budynku Sudeckiej Brygady WOP. Nowa szkoła liczyła 5333 uczniów.

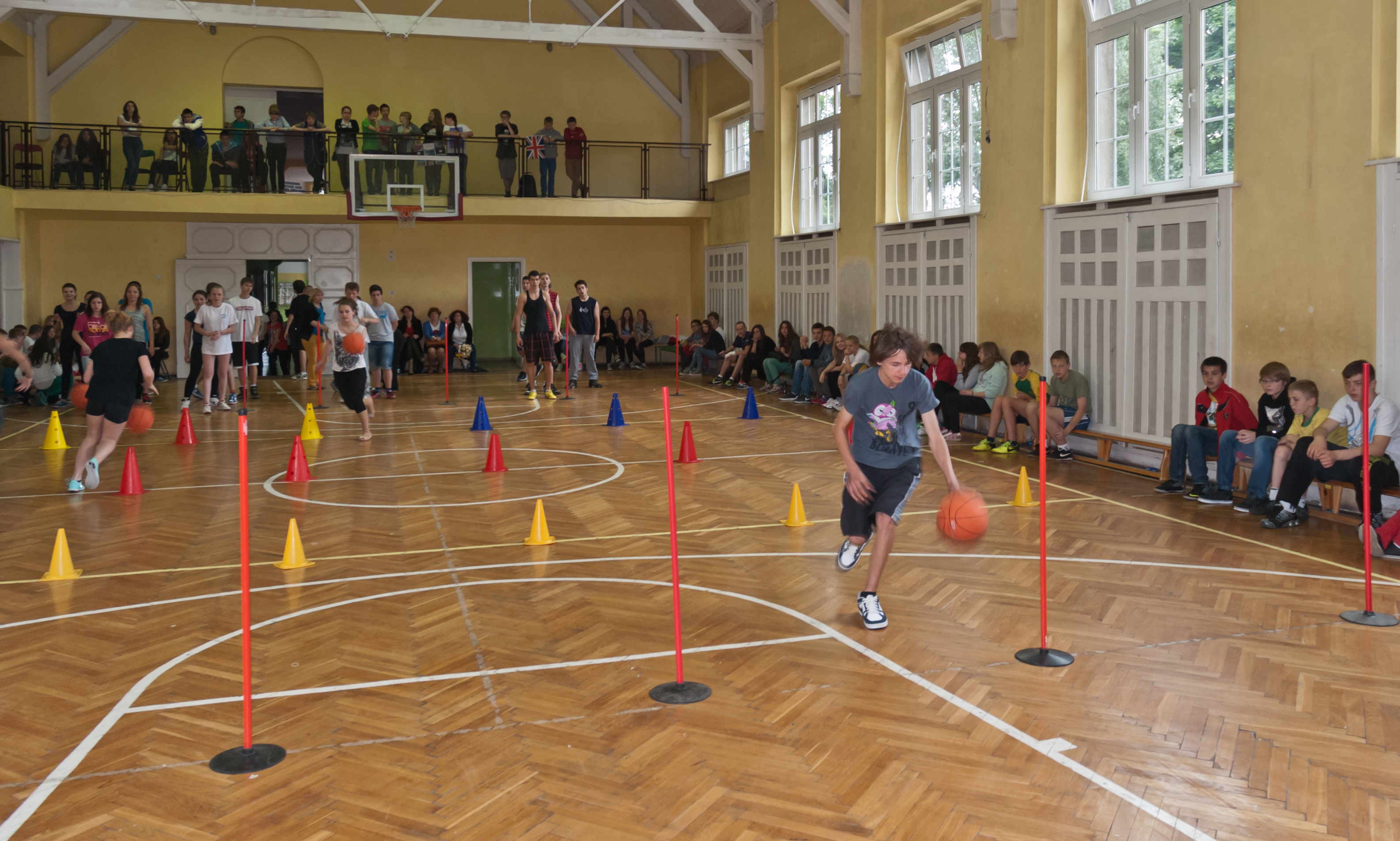
Dzień sportu w maju 2014 roku

W Szkole Podstawowej nr 1 pozostało 1162 uczniów. Jej dyrektorem został Henryk Górecki, który kierował nią do 1999 r. W 1995 r. uroczyście obchodzono kolejną rocznicę, tym razem 50-lecia istnienia SP nr 1. Z tej okazji na I piętrze budynku wmurowano tablicę pamiątkową. W 1996 r. SP nr 1 zdobyła Puchar Burmistrza Miasta Kłodzka za zajęcie I miejsca wśród kłodzkich szkół podstawowych pod względem liczby laureatów w konkursach przedmiotowych województwa wałbrzyskiego. Od września 1999 r. nowym dyrektorem szkoły została mgr Wanda Kręgielewska.

### Gimnazjum nr 1
W 1999 r. dokonano reformy ustroju polskiego szkolnictwa wprowadzając szczebel pośredni między szkołą podstawową a szkołą średnią w postaci gimnazjum. Jedno z trzech publicznych kłodzkich gimnazjów umiejscowiono w gmachu SP nr 1. Przez pierwsze lata obie szkoły współistniały koło siebie. Jednocześnie nie przyjmowano nowych uczniów do podstawówki umożliwiając kontynuację ostatniemu rocznikowi (urodzeni w 1991 r.). Lata 2003/2004 były ostatnim rokiem szkolnym w SP nr 1. Istniały tylko 3 klasy liczące łącznie 66 uczniów, którzy byli ostatnimi absolwentami w dziejach SP nr 1.
Gimnazjum przejęło tradycje SP nr 1 co wyrażało się chociażby w tym, że na patrona wybrano ponownie Adama Mickiewicza. Szkoła liczyła w pierwszym roku funkcjonowania reformy aż 8 oddziałów. Wprowadzono klasy profilowane. Od roku szkolnego 2009/2010 w szkole istnieją oddziały dwujęzyczne.

## Władze Gimnazjum nr 1

### Dyrektorzy
| Lp. | Daty sprawowania urzędu | Imię i nazwisko        | Informacje dodatkowe | Zdjęcie |
| --- | ----------------------- | ---------------------- | --- | ------- |
| 1   | 1999–2002               | dr Jacek Unuczek       | historyk, specjalizujący się w średniowieczu, ur. 1964 r. w. Bardzie; absolwent Instytutu Historycznego Uniwersytetu Wrocławskiego. W 1997 r. uzyskał tytuł doktora nauk humanistycznych w zakresie historii na podstawie rozprawy: Szkolnictwo w średniowiecznym Kłodzku. Jako nauczyciel pracuje od 1990 r. |         |
| 2   | 2002–2015               | mgr Wanda Kręgielewska | biolog, ur. 1955 r. w Żaganiu, absolwentka IX Liceum Ogólnokształcącego we Wrocławiu, studiowała na Uniwersytecie Wrocławskim. Dyrektor Szkoły Podstawowej nr 1 w latach 1999–2002. |         |
| 3   | od 2015                 | dr Jacek Unuczek       | ponownie na tym stanowisku dyrektora placówki |         |

### Zastępcy dyrektora
| Lp. | Daty sprawowania urzędu | Imię i nazwisko        | Informacje dodatkowe |
| --- | ----------------------- | ---------------------- | --- |
| 1   | 1999–2007               | mgr Mirosława Żmuda    | matematyk, absolwentka Liceum Ogólnokształcącego w Otmuchowie. Ukończyła informatykę na Wydziale Matematyczno-Fizyczno-Chemicznym Uniwersytetu Wrocławskiego, wieloletni nauczyciel w SP nr 1. |
| 2   | 1999–2007               | mgr Janina Drozd       | matematyk, wieloletni nauczyciel matematyki w Szkole Podstawowej nr 1. |
| 3   | 2007–2015               | dr Jacek Unuczek       | historyk, dyrektor Gimnazjum nr 1 w latach 1999–2002. Od 2008 r. zastępca dyrektora ds. dydaktycznych.                                                                                         |
| 4   | 2007–2020               | mgr Małgorzata Salecka | historyk, absolwentka Instytutu Historii Wyższej Szkoły Pedagogicznej w Opolu, wieloletni nauczyciel w SP nr 1. Od 2008 r. zastępca dyrektora ds. wychowawczych.                               |
| 4   | od 2019                 | mgr Joanna Kołaczyk    | matematyk, wieloletni nauczyciel matematyki w Szkole Podstawowej nr 1. |

## Znani absolwenci i osoby związane ze szkołą
- Andrzej Bator – profesor nauk prawnych, wykładowca na uczelniach we Wrocławiu i w Wałbrzychu[11].
- Bogdan Zdrojewski – prezydent Wrocławia w latach 1990–2001, minister kultury i dziedzictwa narodowego w latach 2007–2014, od 2014 deputowany do Parlamentu Europejskiego[11]
- Bogusław Szpytma – burmistrz Kłodzka w latach 2006–2014, pracował w szkole jako nauczyciel języka polskiego.
- Jakub Szulc – poseł na Sejm RP w latach 2007–2014.